# A keresztény liturgia jelképeinek listája
A keresztény liturgia jelképei
- alfa és ómega – a kezdet és a vég
- kéz – az Atyaisten
- IHS monogram – Jézus Krisztus

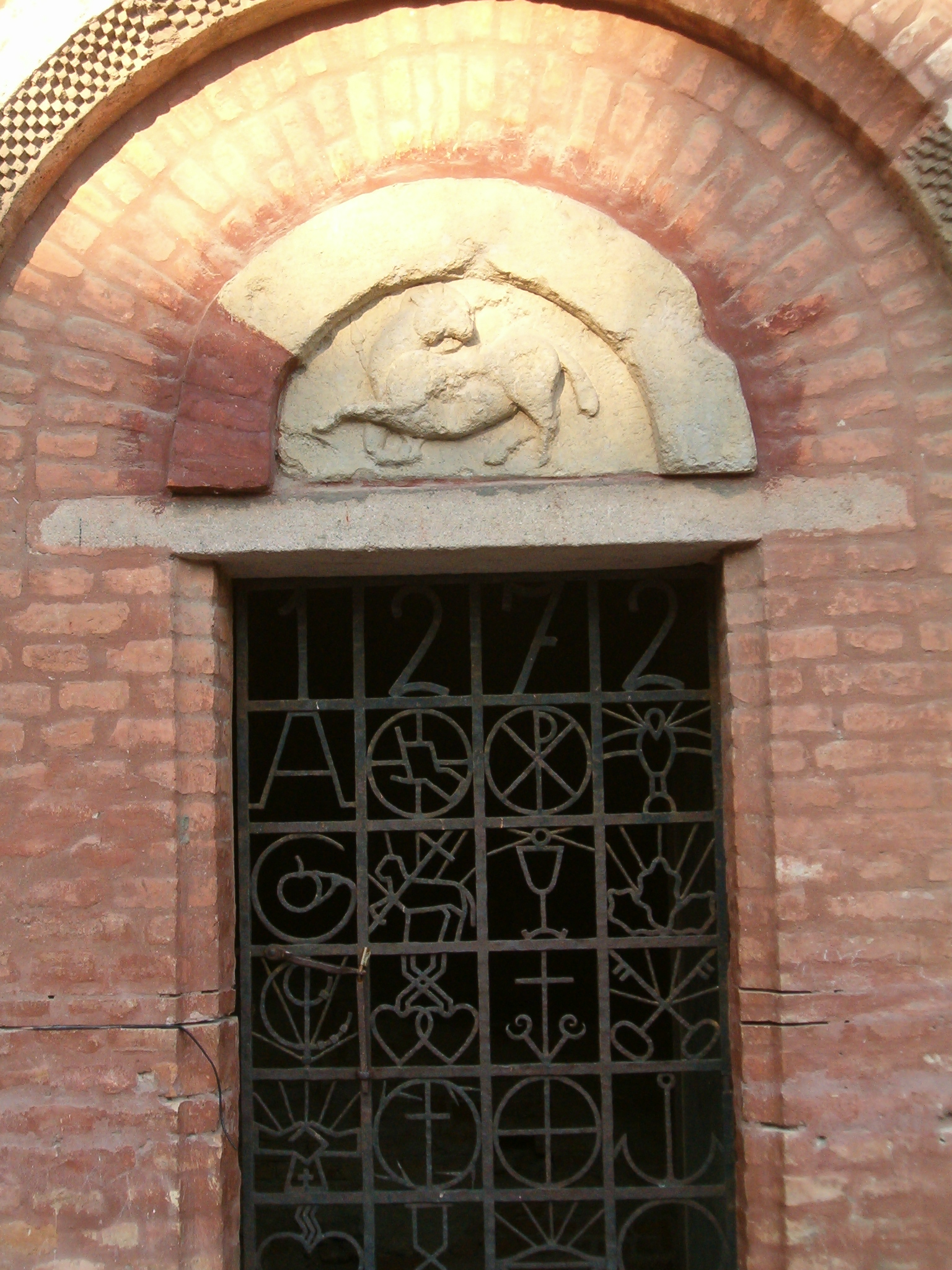
a szegedi Dömötör-torony kovácsoltvas bejárata, az Élet Kapuja

- egymásba illesztett X és P (labarum) – Jézus Krisztus
- bárány a kereszttel – a feltámadt Krisztus
- galamb – a Szentlélek; a bérmálás szentsége
- lángnyelv – a Szentlélek; a bérmálás szentsége
- víz, hullám – a keresztség szentsége
- kenyér és hal – az Oltáriszentség
- szőlő és búzakalász – az Oltáriszentség
- kicsinyeit saját vérével tápláló pelikán – Krisztus az Oltáriszentségben
- kehely – az Oltáriszentség
- olajosedény – a betegek kenete ("utolsó kenet")
- ostor – a vezeklés
- szív töviskoszorúval – Jézus szíve
- szív három tőrrel – Szűz Mária szíve; Mária fájdalmai
- rózsa (nyolc szirommal, vagy fehér, piros és arany rózsaszálak) – Szűz Mária
- almába harapó kígyó – az eredendő bűn
- kulcsok – a pápaság; az egyház oldó és kötő hatalma
- két összekulcsolt kéz stólával – a házasság szentsége
- kereszt – a hit
- horgony – a remény
- szív – a szeretet
- homokóra – az idő múlása